# Legedarm

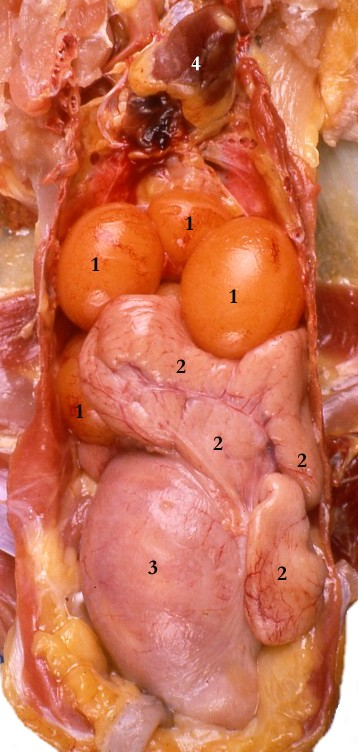
Geschlechtsapparat eines Huhns in situ
(Leber und Darm entfernt)
1 Dotterkugeln, 2 Magnum, 3 Uterus mit Ei, (4 Herz)

Als Legedarm (der lat. Fachbegriff Oviductus war auch die frühere Bezeichnung für den Eileiter) wird bei Vögeln der Abschnitt der weiblichen Geschlechtsorgane bezeichnet, in dem um die Dotterkugel das fertige Ei produziert und über die Kloake nach außen transportiert wird. Der Legedarm ist ein dehnbarer, häutig-muskulöser, in Schlingen gelegter Schlauch (daher Lege„darm“). Die Verweildauer des Eies beträgt beim Haushuhn etwa 24 Stunden, wobei 20 Stunden davon auf die Schalenbildung entfallen.
Der Legedarm entwickelt sich aus dem Müller-Gang (Ductus paramesonephricus). Er wird ursprünglich paarig angelegt, aber schon embryonal degeneriert der rechte Teil, so dass nur der in fünf Abschnitte gegliederte Legedarm der linken Seite (Oviductus sinister) ausgebildet wird. Man unterscheidet folgende Abschnitte:

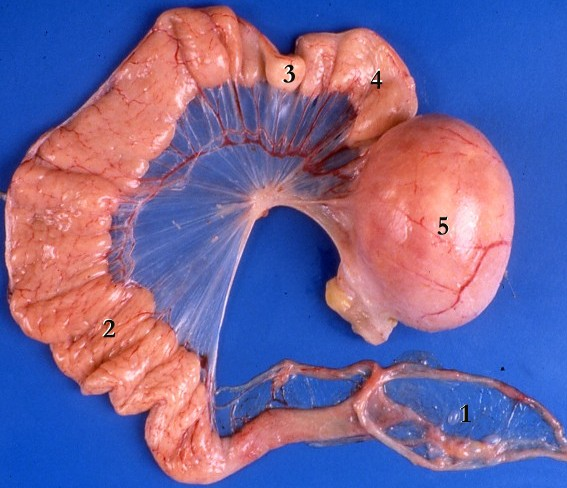
Legedarm eines Huhns
1 Infundibulum, 2 Magnum, 3 Isthmus, 4 Uterus, 5 Vagina mit Ei

- Infundibulum (Bildung der Hagelschnüre (Chalazae), Ort der Befruchtung)
- Magnum (Bildung des Eiklars)
- Isthmus (Bildung der Schalenhaut)
- Uterus (Eihälter, Bildung der Kalkschale)
- Vagina (Bildung des Eioberhäutchens)

Die Gestalt des Legedarms verändert sich je nachdem ob der Vogel befruchtet werden kann oder nicht. In der Legeperiode vergrößert sich der Legedarm um das bis zu 50-fache Volumen und erreicht dabei beim Haushuhn eine Länge bis zu 860 mm und einen Durchmesser von 13 mm. In der Vagina hat die Schleimhaut Einsenkungen, die Uterovaginaldrüsen (Fossulae spermaticae), in denen Spermien über mehrere Wochen gespeichert werden können.